# マセラティ・ギブリ
ギブリ（Ghibli ）は、イタリアの自動車会社・マセラティが販売している高級車である。
車名の「ギブリ」は「リビアの高地から地中海地方に吹き込む埃を含んだ熱風」に由来する。

## 初代（1966年 - 1973年）
1966年に発表、デザインはカロッツェリア・ギア時代のジョルジェット・ジウジアーロによる。鋼管フレームにスチールボディを被せたスタイリングは、当時の高級スポーツカーに共通して見られる地を這うような背の低いプロポーションをとり、マセラティとしては初のリトラクタブル・ヘッドライトを採用する。
当時のライバル車、フェラーリ・デイトナ、ランボルギーニ・ミウラと比して直線的、平面的に見えるが、エッジと曲面とが使い分けられている。当時のジウジアーロデザインのくさび志向がよく現れており、ジウジアーロの代表作でもある。
乗車定員は2名であり、インテリアにはレザーが多用されていた。トランスミッションは5速MT、オプションで3速ATが選べた。出力330 PSの4.7 L V型8気筒エンジンを前方に積むFRレイアウトで、0 - 60 mph加速は6.8秒、最高速度は265 km/hであった。当時は世界最速の座と人気をフェラーリ・デイトナやランボルギーニ・ミウラP400と争った、マセラティのヒット作である。
1969年にオープンモデルの「ギブリ・スパイダー」を発表、1970年には排気量を4.9 Lに拡大、最高出力335 PS/5,500 rpm、最大トルク49.0 kgf・m/4,000 rpmにパワーアップされた「ギブリSS」、「ギブリ・スパイダーSS」を発表。1973年に生産中止されるまで、総計1,274台が生産された。翌年に発表されたカムシンが後継モデルとなった。

## 2代目（1992年 - 1997年）
1992年に『ギブリII』として名称を復活。型式はE-MG。イタリア本国仕様に2.0L V型6気筒、輸出仕様に2.8L V型6気筒エンジン、トランスミッションは6速MT（初期の2.8L搭載モデルは5速MT仕様）、4速ATが用意された。初代と同じ高級クーペではあるが、2ドア4シーター、ノッチバックスタイルを採る。最高速度は260km/h、0-60mph加速は5.7秒。ボディデザインは同時期に発表された上位車マセラティ・シャマルと類似していた。
1994年にインテリア、ホイールが刷新され、電子制御サスペンション、ABSが加えられ、1996年にはさらに17インチアロイホイール、サスペンションとトランスミッションに改良が加えられたギブリGTが発表された。1997年には、ワンメイクレース用にエンジン、足回りにチューニングが施され、内装のウッドパネルをすべてカーボンパネルに置き換えられたギブリカップが発売された(本車両は、Xbox One用のソフト、Forza Motorsport 6に収録されている)。最高速度は270km/h。
1997年まで生産され、翌年に発表された3200GTが後継モデルとなった。

## 3代目（2013年 - ）
2013年、上海モーターショーにて発表されたEセグメントセダンの名称として、ギブリの名跡が復活した。全世界での量販戦略を担うスポーツセダンとしての位置づけとなる。搭載エンジンはチューニング違いの3.0L V6ガソリンツインターボと、3.0L V6ディーゼルターボの3種類。ディーゼルエンジンの搭載はマセラティ史上初である。また、AWDもラインナップされる。
日本では2013年11月に販売開始。2WD（FR）の「ギブリS（967万円）」と4WDの「ギブリS Q4（1,039万円）」の2種類がラインアップされた。これまで日本のマセラティ車の価格は最低1,000万円超だったことから、1,000万円を切る戦略価格は大きな話題となった。
世界的に見ても少なくなった4ドアハードトップのボディスタイルが特徴的である。
2021年、マイナーチェンジが行われた。ディーゼル車が廃止され、「マセラティ初のマイルドハイブリッド」「3.8リットルV8ツインターボエンジン」の両モデルが追加された。